# Collegio elettorale di Napoli - Ponticelli (Senato della Repubblica)
Il collegio Napoli - Fuorigrotta fu un collegio elettorale uninominale della Repubblica Italiana per l'elezione del Senato della Repubblica. Apparteneva alla Circoscrizione Campania e fu utilizzato per eleggere un senatore nella XII, XIII e XIV legislatura.
Venne istituito nel 1993 con la cosiddetta Legge Mattarella (Legge n. 276, Norme per l'elezione del Senato della Repubblica), attuata in seguito al referendum abrogativo del 1993. La legge istituì per la Camera dei deputati e per il Senato della Repubblica un sistema di elezione misto, in parte maggioritario e in parte proporzionale. Il 75% dei parlamentari dell'assemblea veniva eletto in collegi uninominali tramite sistema maggioritario a turno unico; il restante 25% al Senato veniva eletto tramite recupero proporzionale dei più votati non eletti attraverso un meccanismo di calcolo denominato "scorporo", cioè sottraendo dal conteggio dei voti totali di una lista nella parte proporzionale i voti ottenuti dai candidati collegati alla medesima lista che erano eletti nei collegi uninominali con il sistema maggioritario.
Il collegio venne abolito insieme a tutti gli altri che costituivano il Senato con la promulgazione della legge elettorale successiva, la cosiddetta Legge Calderoli. Questa prevedeva un sistema proporzionale con premio di maggioranza, che al Senato veniva attribuito a livello regionale.

## Territorio
Il collegio Napoli - Fuorigrotta era uno dei 22 collegi uninominali in cui era suddivisa la Campania e, come previsto dal D.Lgs. del 20 dicembre 1993 n. 535, comprendeva parte del comune di Napoli, che complessivamente contava quattro collegi uninominali al Senato.

## Eletti
| Elezione | Elezione | Senatore        | Partito            |
| -------- | -------- | --------------- | ------------------ |
|          | 1994     | Ersilia Salvato | Progressisti (PRC) |
|          | 1996     | Luigi Marino    | Progressisti (PRC) |
|          | 2001     | Luigi Marino    | L'Ulivo (PdCI)     |

## Dati elettorali

### XII legislatura
|                                                    | Ersilia Salvato ✔️ Eletta    | Progressisti          | 59 745  | 50,65 |  |  |  |  |  |
|                                                    | Bruno Esposito               | Polo del Buon Governo | 35 944  | 30,47 |  |  |  |  |  |
|                                                    | Francesco Giovanni M. Boschi | Patto per l'Italia    | 11 327  | 9,60  |  |  |  |  |  |
|                                                    | Luciana Biondi Polito        | Programma Italia      | 7 877   | 6,68  |  |  |  |  |  |
|                                                    | Lucio Barone                 | Alleanza Meridionale  | 3 059   | 2,59  |  |  |  |  |  |
| Totale                                             | Totale                       | Totale                | 117 952 | 100   |  |  |  |  |  |
|                                                    |                              |                       |         |       |  |  |  |  |  |
| Voti non validi                                    | Voti non validi              | Voti non validi       | 10 661  | 8,29  |  |  |  |  |  |
| Votanti                                            | Votanti                      | Votanti               | 128 613 | 73,76 |  |  |  |  |  |
| Elettori                                           | Elettori                     | Elettori              | 174 376 |       |  |  |  |  |  |
|                                                    |                              |                       |         |       |  |  |  |  |  |
| Nota: Seggio assegnato a Alleanza dei Progressisti |                              |                       |         |       |  |  |  |  |  |
| Data: 27-28 marzo 1994                             |                              |                       |         |       |  |  |  |  |  |
| Fonte: Ministero dell'interno                      |                              |                       |         |       |  |  |  |  |  |

### XIII legislatura
|                               | Luigi Marino ✔️ Eletto | Progressisti                       | 50 762  | 44,66 |  |  |  |  |  |
|                               | Raffaele Iannuzzi      | Polo per le Libertà                | 48 447  | 42,62 |  |  |  |  |  |
|                               | Vincenzo Marsilia      | Movimento Sociale Fiamma Tricolore | 6 094   | 5,36  |  |  |  |  |  |
|                               | Vincenzo Branca        | Socialista                         | 5 012   | 4,41  |  |  |  |  |  |
|                               | Giovanni Attanasio     | Democrazia Sociale                 | 3 352   | 2,95  |  |  |  |  |  |
| Totale                        | Totale                 | Totale                             | 113 667 | 100   |  |  |  |  |  |
|                               |                        |                                    |         |       |  |  |  |  |  |
| Voti non validi               | Voti non validi        | Voti non validi                    | 12 135  | 9,65  |  |  |  |  |  |
| Votanti                       | Votanti                | Votanti                            | 125 802 | 69,99 |  |  |  |  |  |
| Elettori                      | Elettori               | Elettori                           | 179 733 |       |  |  |  |  |  |
|                               |                        |                                    |         |       |  |  |  |  |  |
| Data: 21 aprile 1996          |                        |                                    |         |       |  |  |  |  |  |
| Fonte: Ministero dell'interno |                        |                                    |         |       |  |  |  |  |  |

### XIV legislatura
|                               | Luigi Marino ✔️ Eletto | L'Ulivo                              | 43 724  | 40,63 |  |  |  |  |  |
|                               | Salvatore Ronghi       | Casa delle Libertà                   | 41 889  | 38,93 |  |  |  |  |  |
|                               | Raffaele Tecce         | Partito della Rifondazione Comunista | 10 390  | 9,66  |  |  |  |  |  |
|                               | Raffaele Picardi       | Lista Di Pietro                      | 3 502   | 3,25  |  |  |  |  |  |
|                               | Nicola Adamo           | Democrazia Europea                   | 3 284   | 3,05  |  |  |  |  |  |
|                               | Gennaro Picciuti       | Fiamma Tricolore                     | 2 071   | 1,92  |  |  |  |  |  |
|                               | Paolo Villani          | Lista Pannella-Bonino                | 1 946   | 1,81  |  |  |  |  |  |
|                               | Marco Macrì            | Forza Nuova                          | 799     | 0,74  |  |  |  |  |  |
| Totale                        | Totale                 | Totale                               | 107 605 | 100   |  |  |  |  |  |
|                               |                        |                                      |         |       |  |  |  |  |  |
| Voti non validi               | Voti non validi        | Voti non validi                      | 16 527  | 13,31 |  |  |  |  |  |
| Votanti                       | Votanti                | Votanti                              | 124 132 | 68,10 |  |  |  |  |  |
| Elettori                      | Elettori               | Elettori                             | 182 289 |       |  |  |  |  |  |
|                               |                        |                                      |         |       |  |  |  |  |  |
| Data: 13 maggio 2001          |                        |                                      |         |       |  |  |  |  |  |
| Fonte: Ministero dell'interno |                        |                                      |         |       |  |  |  |  |  |